# Sri-lankische Badmintonmeisterschaft 2022
Die Sri-lankische Badmintonmeisterschaft 2022 fand vom 16. bis zum 22. Januar 2023 in Colombo statt. Es war die 70. Austragung der nationalen Titelkämpfe im Badminton in Sri Lanka.

## Austragungsort
- Sugathadasa Indoor Stadium, Colombo

## Medaillengewinner
| Disziplin    | Gold                                                            | Silber                                 | Bronze                                         |
| ------------ | --------------------------------------------------------------- | -------------------------------------- | ---------------------------------------------- |
| Herreneinzel | Buwenaka Goonethileka                                           | Viren Nettasinghe                      | Abeywickrama Dumindu                           |
| Herreneinzel | Buwenaka Goonethileka                                           | Viren Nettasinghe                      | Lochana Oshan De Silva                         |
| Dameneinzel  | Weihena Liyanage Ranithma Thinudi                               | Madushika Dilrukshi                    | Varangana Himsarani Jayawardana                |
| Dameneinzel  | Weihena Liyanage Ranithma Thinudi                               | Madushika Dilrukshi                    | Sithuki Onadee                                 |
| Herrendoppel | Sachin Dias Buwenaka Goonethileka                               | Abeywickrama Dumindu Viren Nettasinghe | Chamath Dias Davin Jason Homer                 |
| Herrendoppel | Sachin Dias Buwenaka Goonethileka                               | Abeywickrama Dumindu Viren Nettasinghe | Lahiru Weerasighe Dinuru Rashmina Priyashantha |
| Damendoppel  | Kavindi Ishandika Sirimannage Weihena Liyanage Ranithma Thinudi | Buthmi Galagamage Madushika Dilrukshi  | Hasini Nusaka Hasara Chathumhar Wijayarathne   |
| Damendoppel  | Kavindi Ishandika Sirimannage Weihena Liyanage Ranithma Thinudi | Buthmi Galagamage Madushika Dilrukshi  | Nadeesha Gayanthi Kavindika de Silva           |
| Mixed        | Buwenaka Goonethileka Hasara Wijeyarathna                       | Thulith Palliyaguru Buthmi Galagamage  | Siyath Dulneth Senaratne Kavindika de Silva    |
| Mixed        | Buwenaka Goonethileka Hasara Wijeyarathna                       | Thulith Palliyaguru Buthmi Galagamage  | Sachin Dias Kavindi Ishandika Sirimannage      |